# Fredlanea putiapitanga
Fredlanea putiapitanga là một loài bọ cánh cứng trong họ Cerambycidae.